# Юнфу
24°59′00″ пн. ш. 109°59′00″ сх. д. / 24.983333333333° пн. ш. 109.98333333333° сх. д.
Юнфу (кит. 永福县, пін. Yŏngfú Xiàn) — один із повітів КНР у складі префектури Гуйлінь, Гуансі-Чжуанський автономний район. Адміністративний центр — містечко Юнфу.

## Географія
Юнфу лежить на висоті близько 140 метрів над рівнем моря на південному заході префектури.

### Клімат
Повіт знаходиться у зоні, котра характеризується вологим субтропічним кліматом. Найтепліший місяць — серпень із середньою температурою 27,9 °C. Найхолодніший місяць — січень, із середньою температурою 8,3 °С.
| Клімат повіту Юнфу      | Клімат повіту Юнфу | Клімат повіту Юнфу | Клімат повіту Юнфу | Клімат повіту Юнфу | Клімат повіту Юнфу | Клімат повіту Юнфу | Клімат повіту Юнфу | Клімат повіту Юнфу | Клімат повіту Юнфу | Клімат повіту Юнфу | Клімат повіту Юнфу | Клімат повіту Юнфу | Клімат повіту Юнфу |
| Показник                | Січ.               | Лют.               | Бер.               | Квіт.              | Трав.              | Черв.              | Лип.               | Серп.              | Вер.               | Жовт.              | Лист.              | Груд.              | Рік                |
| Середній максимум, °C   | 12,1               | 13,8               | 17,3               | 23,5               | 27,8               | 30,7               | 32,7               | 33,2               | 30,9               | 26,3               | 20,8               | 15,4               | 23,7               |
| Середня температура, °C | 8,3                | 10,2               | 13,5               | 19,2               | 23,3               | 26,2               | 27,8               | 27,9               | 25,4               | 21                 | 15,5               | 10,4               | 19,1               |
| Середній мінімум, °C    | 5,8                | 7,8                | 11                 | 16,3               | 20,1               | 23,2               | 24,5               | 24,3               | 21,7               | 17,2               | 11,9               | 7                  | 15,9               |
| Норма опадів, мм        | 75.3               | 99.2               | 143.4              | 202.6              | 332.1              | 385.8              | 258.1              | 151.5              | 78.8               | 71.1               | 75.9               | 53.6               | 1927.4             |
| Вологість повітря, %    | 77                 | 79                 | 82                 | 82                 | 82                 | 84                 | 81                 | 79                 | 76                 | 74                 | 74                 | 73                 | 78.6               |
| ----------------------- | ------------------ | ------------------ | ------------------ | ------------------ | ------------------ | ------------------ | ------------------ | ------------------ | ------------------ | ------------------ | ------------------ | ------------------ | ------------------ |
| Джерело: data.cma.cn    |                    |                    |                    |                    |                    |                    |                    |                    |                    |                    |                    |                    |                    |